# Филатова, Людмила Павловна
Людмила Павловна Филатова  (род. 6 октября 1935, Оренбург) — советская российская оперная певица (меццо-сопрано), педагог. Народная артистка СССР (1983).

## Биография
Родилась 6 октября 1935 года в Оренбурге.
Окончила музыкальную школу по классу фортепиано и среднюю школу, где занималась в математическом, драматическом и хоровом кружках, выступала в концертах.
В 1958 году окончила математико-механический факультет Ленинградского государственного университета. Петь начала в хоре университета под руководством Г. М. Сандлера. В 1955 году в составе хора ЛГУ выступала на Всемирном фестивале молодежи и студентов в Варшаве, а в 1957 — на Всемирном фестивале молодежи и студентов в Москве как солистка этого хора.
В 1957—1970 годах брала уроки пения у Е. Б. Антик.
С 1958 года — артистка хора, с 1960 — стажёр, с 1962 — солистка Ленинградского театра оперы и балета им. С. М. Кирова (ныне Мариинский театр). Исполнила на сцене театра более 60 ведущих сольных партий.
В концертном репертуаре — произведения русских, зарубежных, а также советских композиторов (более 500 камерных и вокально-симфонических произведений).
Гастролировала за рубежом.
С 1973 года преподаёт в Ленинградской консерватории им. Н. А. Римского-Корсакова.

## Звания и награды
- 1-я премия на Всесоюзном конкурсе вокалистов им. М. И. Глинки (1960)[1]
- Заслуженный артист РСФСР (1975)
- Народная артистка РСФСР (1980)
- Народная артистка СССР (1983)
- Медаль ордена «За заслуги перед Отечеством» I степени (2008)[2]
- Специальная премия «Золотая маска» «За выдающийся вклад в развитие театрального искусства» (2021)[3].
- Почётный гражданин Оренбурга (1996)[4].

## Партии
- 1961 — Розина («Обручение в монастыре» С. С. Прокофьева)
- 1962 — Тое («Отчаянная дорога» А. М. Маневича)
- 1963 — Миловзор и Полина («Пиковая дама» П. И. Чайковского)
- 1963, 1968 — Шарлотта («Вертер» Ж. Массне)
- 1963 — Ксюша («Настя-кружевница» В. Н. Трамбицкого)
- 1963 — Ольга («Евгений Онегин» П. И. Чайковского)
- 1964 — Степанида («Псковитянка» Н. А. Римского-Корсакова)
- 1964 — Ангел («Демон» А. Г. Рубинштейна)
- 1964 — Отрок («Сказание о невидимом граде Китеже и деве Февронии» Н. А. Римского-Корсакова)
- 1964, 1967 — Ирина («Судьба человека» И. И. Дзержинского)
- 1964, 1984 — Графиня («Пиковая дама» П. И. Чайковского)
- 1965 — Фёдор («Борис Годунов» М. П. Мусоргского)
- 1965 — Дуэнья («Обручение в монастыре» С. С. Прокофьева)
- 1965 — Кончаковна («Князь Игорь» А. П. Бородина)
- 1965 — Миссис Седли («Питер Граймз» Б. Бриттена)
- 1966 — Прециозилла («Сила судьбы» Дж. Верди)
- 1966 — Флора («Травиата» Дж. Верди)
- 1966 — Комиссар («Оптимистическая трагедия» А. Н. Холминова)
- 1966 — Наташа («Октябрь» В. И. Мурадели)
- 1966 — Кармен («Кармен» Ж. Бизе)
- 1967 — Любаша («Царская невеста» Н. А. Римского-Корсакова)
- 1967 — Аксинья («Тихий Дон» И. И. Дзержинского)
- 1967 — Третья дама («Волшебная флейта» В. А. Моцарта)
- 1967 — Анна («Анна Снегина» А. Н. Холминова)
- 1968 — Любовь («Мазепа» П. И. Чайковского)
- 1970 — Зинка («Судьба человека» И. И. Дзержинского)
- 1970 — Анюта («Василий Губанов» Д. Л. Клебанова)
- 1971 — Азучена («Трубадур» Дж. Верди)
- 1971 — Марина Мнишек («Борис Годунов» М. П. Мусоргского)
- 1972 — Натэла («Абесалом и Этери» З. П. Палиашвили)
- 1973 — 93-й год («Девяносто третий год» Г. Г. Белова)
- 1975 — Марта-Екатерина («Пётр I» А. П. Петрова)
- 1977 — Амнерис («Аида» Дж. Верди)
- 1977 — Марфа («Хованщина» М. П. Мусоргского)
- 1977 — Элен и Марья («Война и мир» С. С. Прокофьева)
- 1978 — Плюшкин («Мёртвые души» Р. К. Щедрина)
- 1980 — Снежная королева («История Кая и Герды» С. П. Баневича)
- 1982 — Филиппьевна («Евгений Онегин» П. И. Чайковского)
- 1983 — Пророк («Маяковский начинается» А. П. Петрова)
- 1986 — Шинкарка («Борис Годунов» М. П. Мусоргского)
- 1989 — Власьевна («Псковитянка» Н. Римского-Корсакова)
- 1989 — Хивря («Сорочинская ярмарка» М. Мусоргского)
- 1990 — Перфильевна («Псковитянка» Н. А. Римского-Корсакова)
- 1990 — Бабушка («История Кая и Герды» С. П. Баневича)
- 1991 — Гувернантка («Пиковая дама» П. И. Чайковского)
- 1991 — Ахросимова («Война и мир» С. С. Прокофьева)
- 1991 — Бабуленька («Игрок» С. С. Прокофьева)
- 1996 — Мать («Семён Котко» С. С. Прокофьева)
- 2000 — Мамка («Борис Годунов» М. П. Мусоргского)

Концертные партии: вокальный цикл «Три русские песни» В. Н. Салманова (на тексты псковских народных песен), концерт-монография «Д. Д. Шостакович» (подготовлен к 75-летию со дня рождения композитора).

## Фильмография
- 1969 — К новым берегам (фильм-спектакль) — баба
- 1980 — Казначейша — кузина (вокал) (роль Е. Ф. Павловской)
- 1982 — Имени Василия Андреева (документальный)
- 1988 — Цыганский барон — Чипра
- 2010 — Литейный, 4-й сезон) (32-я серия «Срок давности») — эпизод